# Ятьинское болото
Ятьинское болото — болото в Таборинском муниципальном районе и Гаринском городском округе Свердловской области, Россия.

## Географическое положение
Ятьинское болото расположено в муниципальном образовании «Таборинский муниципальный район» и в «Гаринском городском округе» Свердловской области, в долине реки Тавда. Болото площадью 90 км². В северной части болота находится болото Танганъюрская Сарча и Ятьинское озеро и озеро Олентур. В южной части исток реки Чеш (правый приток реки Чёрная, бассейн реки Тавда). В целом болото непроходимо с глубиной свыше 2,0 метров.